# Toshio Miyaji
Toshio Miyaji (宮地利雄?, Miyaji Toshio; fl. XX secolo) è stato un calciatore giapponese, di ruolo centrocampista.

## Biografia
Toshio Miyaji ha fatto la sua prima apparizione nella nazionale di calcio del Giappone il 20 maggio 1925, giorno in cui Miyaji giocò con la sua squadra una partita contro la Nazionale filippina; quest'ultima perse 4-0. Nishikawa giocò per la seconda volta in una partita contro la Cina, che perse subendo due gol dal Giappone.
Fece parte anche della squadra comunale di Osaka.